# 劉郃
劉 郃（りゅう こう、生年不詳 - 光和2年10月14日（179年11月30日））は、後漢の宗室。字は季承。河間郡の人。兄は劉儵。

## 生涯
済陰太守を務めた後、大鴻臚に任じられた。
光和2年3月（179年）、袁滂の後任として司徒に任じられた。曹節・張譲ら宦官を誅殺しようと、永楽少府の陳球・衛尉の陽球・歩兵校尉の劉納と謀ったが、陽球の妾は中常侍程璜の娘であったため曹節は程璜に賄賂を送って脅迫し、事が露見した。曹節らは霊帝に劉郃ら4人が謀反を企んでいると上奏したため、逮捕されて10月14日（11月30日）に獄死した。